# Pandanus hata
Pandanus hata är en enhjärtbladig växtart som beskrevs av Harold St.John. Pandanus hata ingår i släktet Pandanus och familjen Pandanaceae. Inga underarter finns listade.